# Francis Coppieters
Francis Coppieters (Brussel, 7 september 1930 – Duitsland, 1990) was een Belgische jazzpianist van de modernjazz en arrangeur.

## Biografie
Coppieters, zoon van jazz- en entertainmentmuzikant Fernand Coppieters, studeerde piano, harmonie en contrapunt aan het Conservatorium Royal de Musique in Brussel, speelde met Toots Thielemans in 1946/1947, op het Paris Jazz Festival in 1948 en was van 1949 tot 1951 lid van de band van Hazy Osterwald. In 1952 nam hij op met Jacques Pelzer, in 1953 met Buck Clayton en met René Thomas, Bobby Jaspar en Jacques Pelzer. In 1953 speelde hij met Boyd Bachman, in 1954 in Parijse jazzclubs en van 1955 tot 1957 met Aimé Barelli. In 1957 werd hij lid van het orkest van Kurt Edelhagen in Keulen, waar hij bleef tot 1962. Coppieters werkte ook in het Friedrich Gulda Eurojazz Orchestra (1964). Sinds 1962 werkte hij voornamelijk voor radio en televisie als arrangeur en componist. In 1968 nam hij de plaat Soul Beat op in het septet van Charly Antolini. Hij heeft ook gewerkt met Klaus Weiss, Slide Hampton, Lucky Thompson, Wilton Gaynair, Kurt Edelhagen en Jiggs Whigham.
Hij schreef instructies voor improvisatie voor piano (Schott, Mainz, 1968). In 1975 bracht hij het album Piano Viberations uit en in 1986 het album Colors in Jazz.

## Overlijden
Francis Coppieters overleed in 1990 op 60-jarige leeftijd.